# Адунациј-Копачени (Ђурђу)
Адунациј-Копачени (рум. Adunații-Copăceni) насеље је у Румунији у округу Ђурђу у општини Адунациј-Копачени. Oпштина се налази на надморској висини од 77 m.

## Становништво
Према подацима из 2011. године у насељу је живело 3424 становника.